# Omeganebulosan
Omeganebulosan, eller Messier 17 (M17) även känd som NGC 6618 är en nebulosa i stjärnbilden Skytten. Den består av en nebulosa och en öppen stjärnhop, som är några av de rikaste stjärnfälten i Vintergatan. M17 upptäcktes av Jean-Philippe de Cheséaux 1745-46 och Charles Messier katalogiserade den 1764. 

## Egenskaper
Omeganebulosan ligger mellan 5 000 och 6 000 ljusår från jorden och har en diameter av ca 15 ljusår. Molnet av interstellära ämnen som denna nebulosa är en del av är ungefär 40 ljusår i diameter och har en massa på ca 30 000 solmassor. Den totala massan av Omeganebulosan är uppskattningsvis 800 solmassor.
Messier 17 anses vara en av de ljusaste och mest massiva stjärnbildande regionerna i vår galax. Dess lokala geometri liknar Orionnebulosan bortsett från att den ses från kanten i stället för rakt framifrån.
Den öppna stjärnhopen NGC 6618 ligger inbäddat i nebulositeten och får nebulosans gaser att lysa på grund av strålning från dess heta, unga stjärnor. Det faktiska antalet stjärnor i nebulosan är dock mycket högre - upp till 800 – varav ca 100 är av spektraltyp tidigare än B9 och 9 av spektraltyp O, plus över tusen stjärnor i formation i dess yttre regioner. Den är också en av de yngsta kända stjärnhoparna med en ålder av 1 miljon år.
Den ljusstarka blå variabeln HD 168607, i den sydöstra delen av nebulosan, antas i allmänhet vara förbunden med dess nära granne, den blå hyperjätten HD 168625, vilket kan vara så.

## Galleri

Omeganebulosa (vänster), Örnnebulosan (mitten) och Sharpless 2-54 (höger).[9]
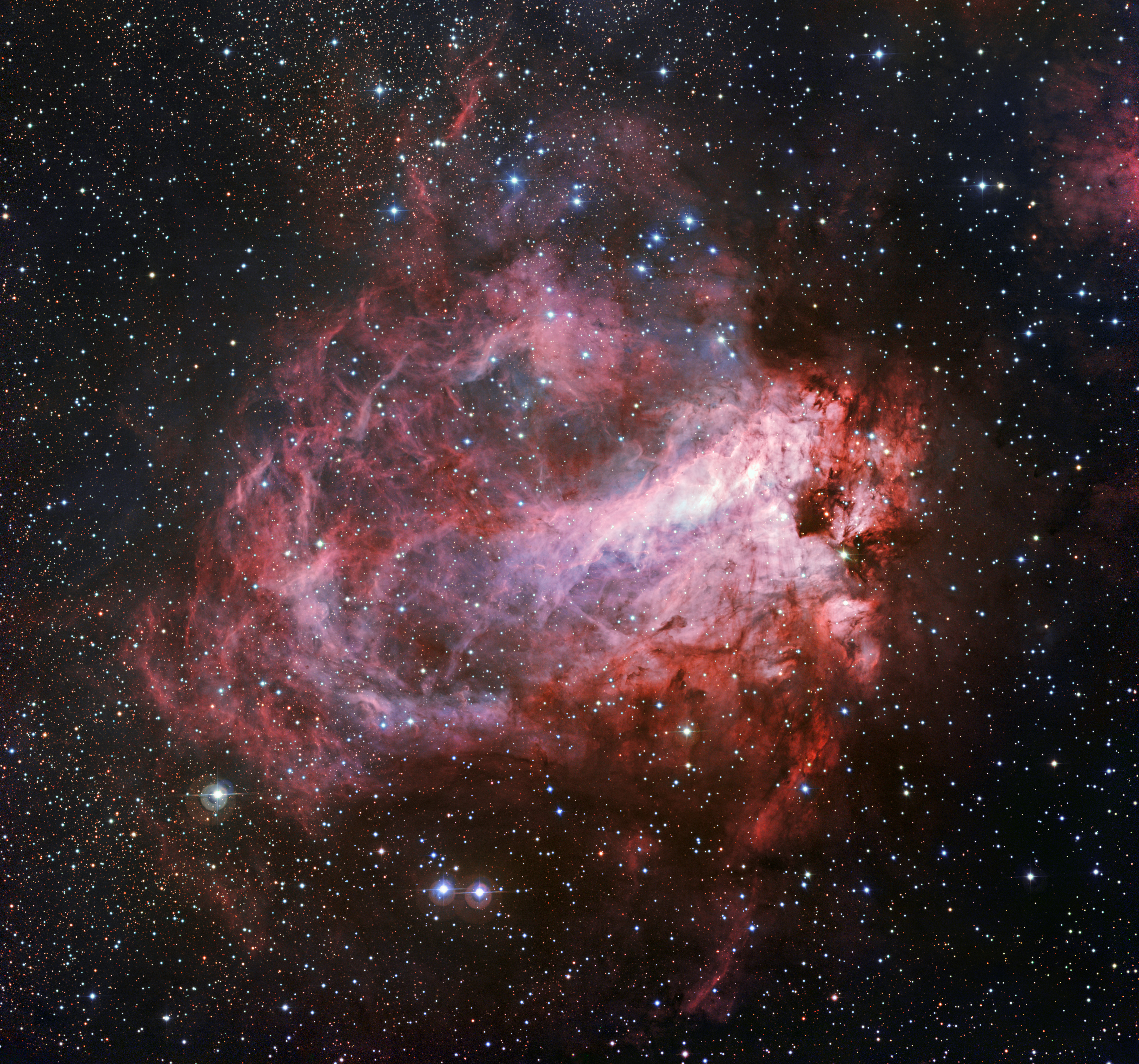
Gas- och stoftmoln med ca 15 ljusårs diameter.
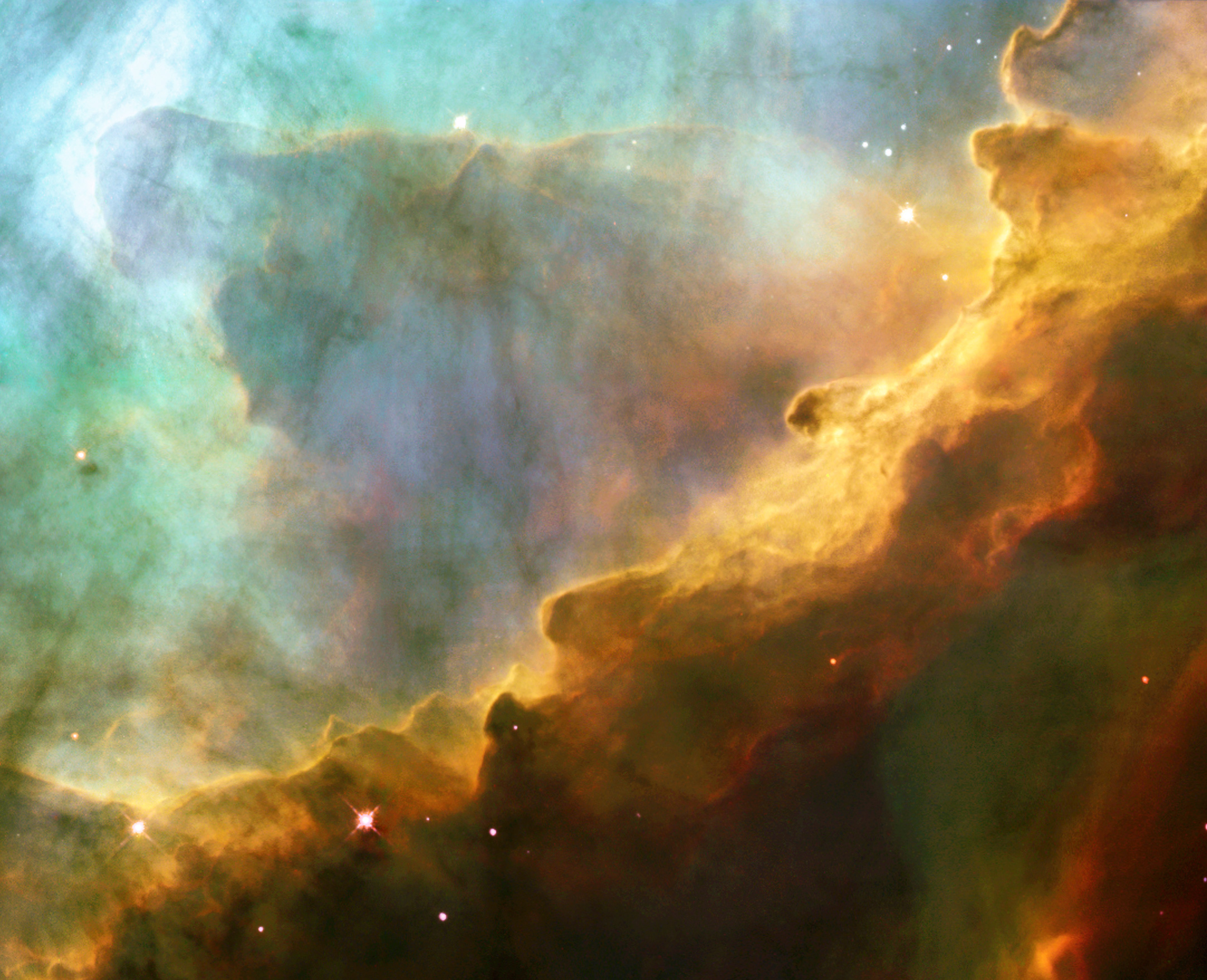
Del av nebulosan.
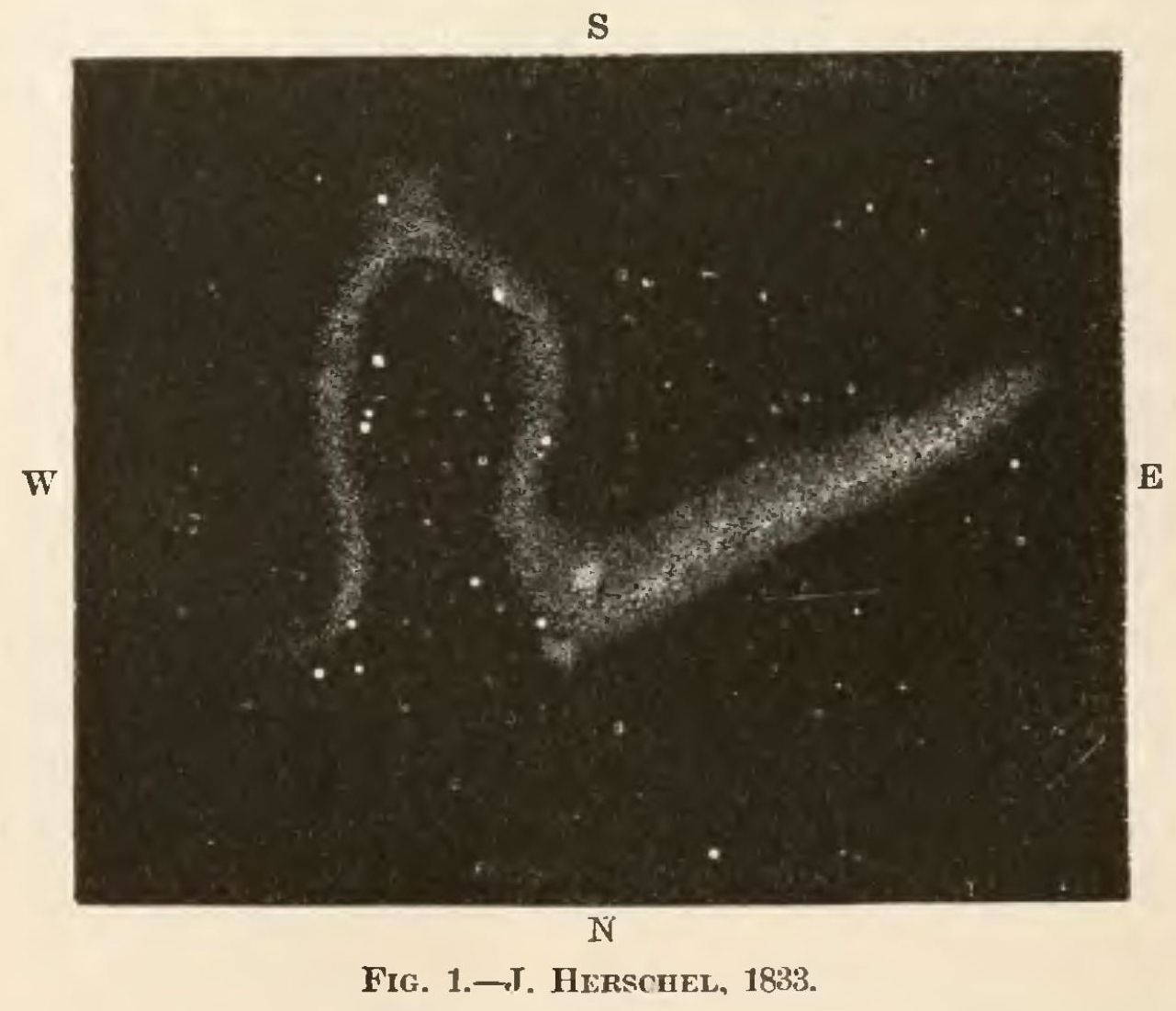
En teckning av nebulosan av John Herschel 1833.
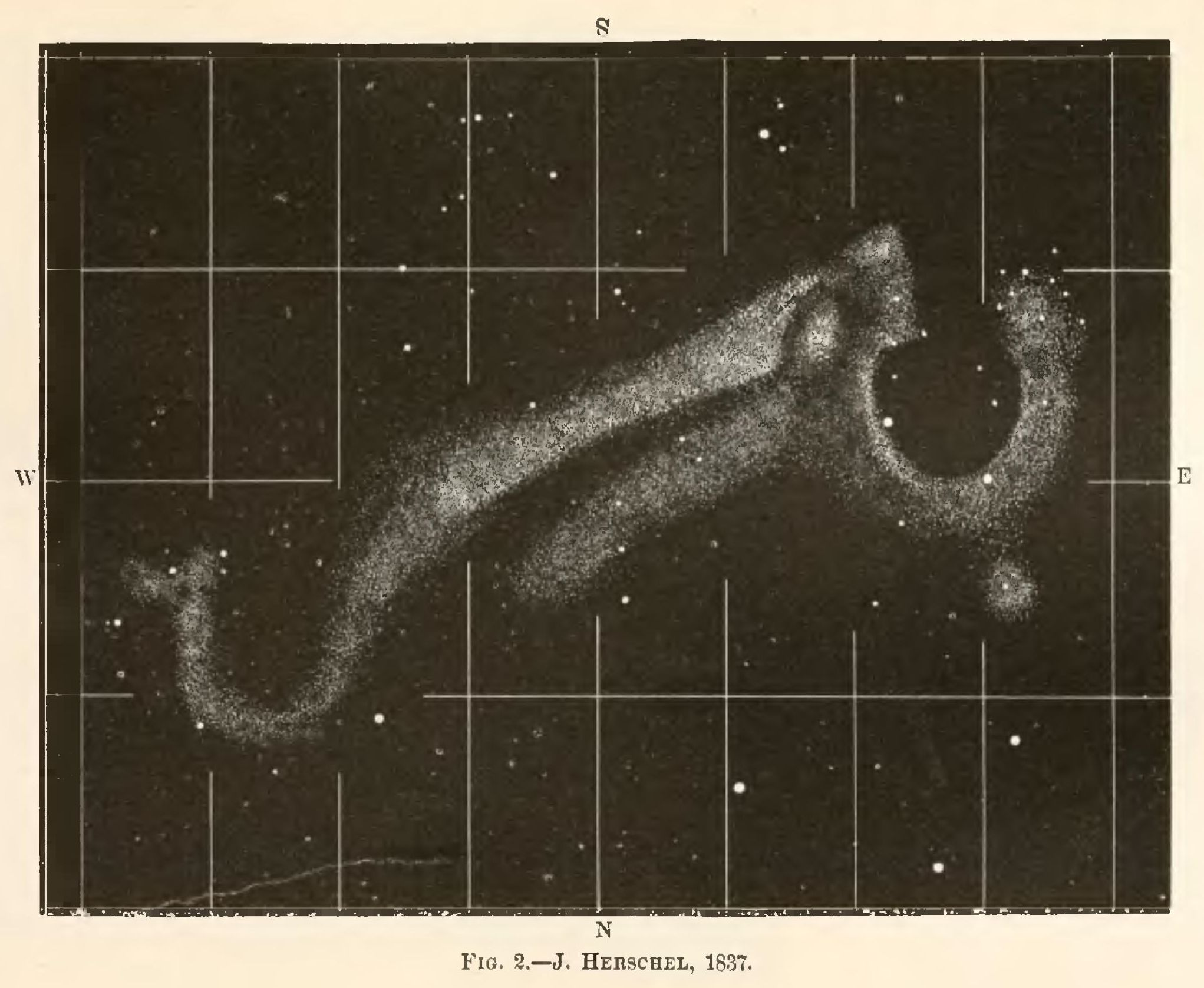
Herschels andra teckning 1837.
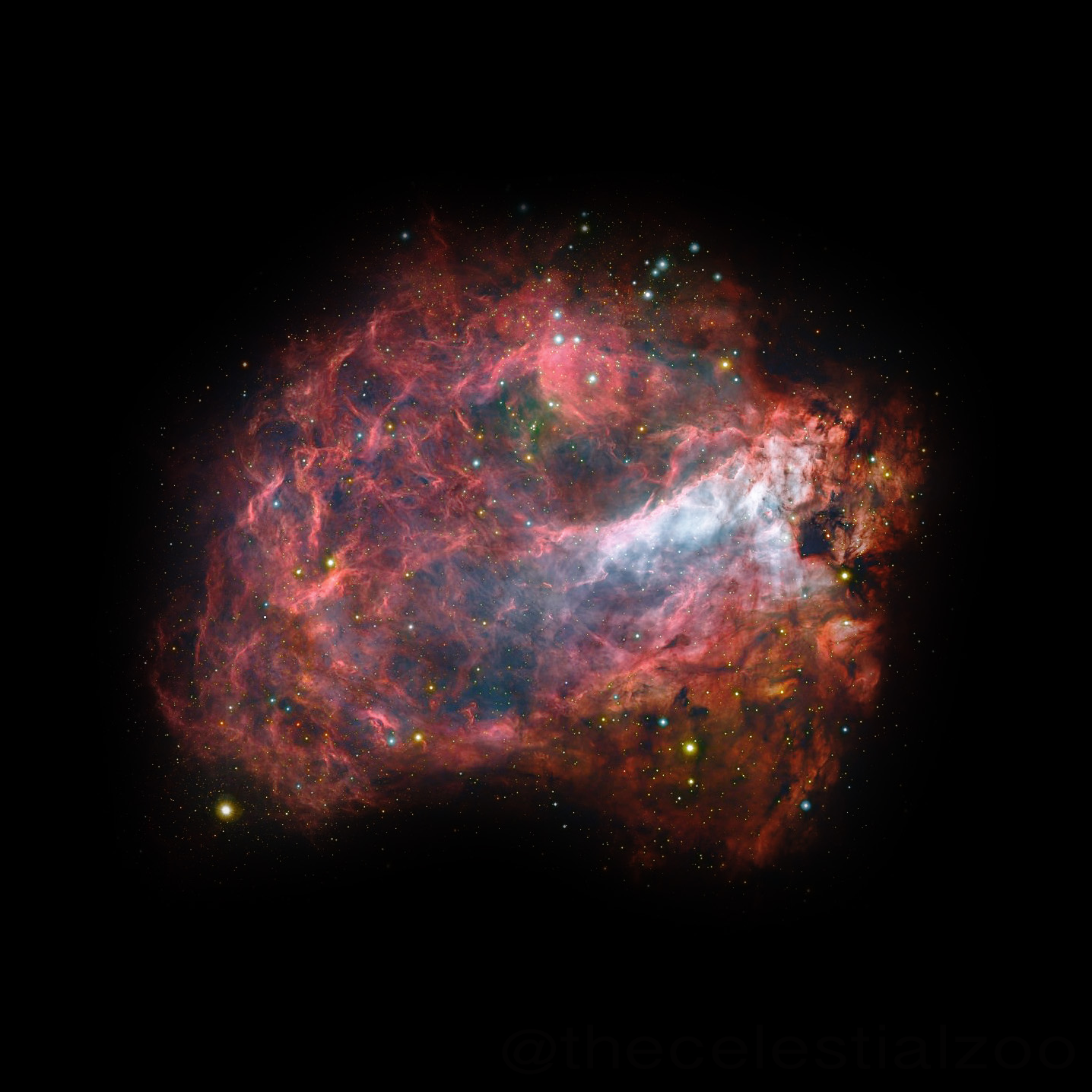
Omeganebulosa fotograferad av en amatörastronom. Inte relaterade stjärnor har redigerats ut ur fotot..
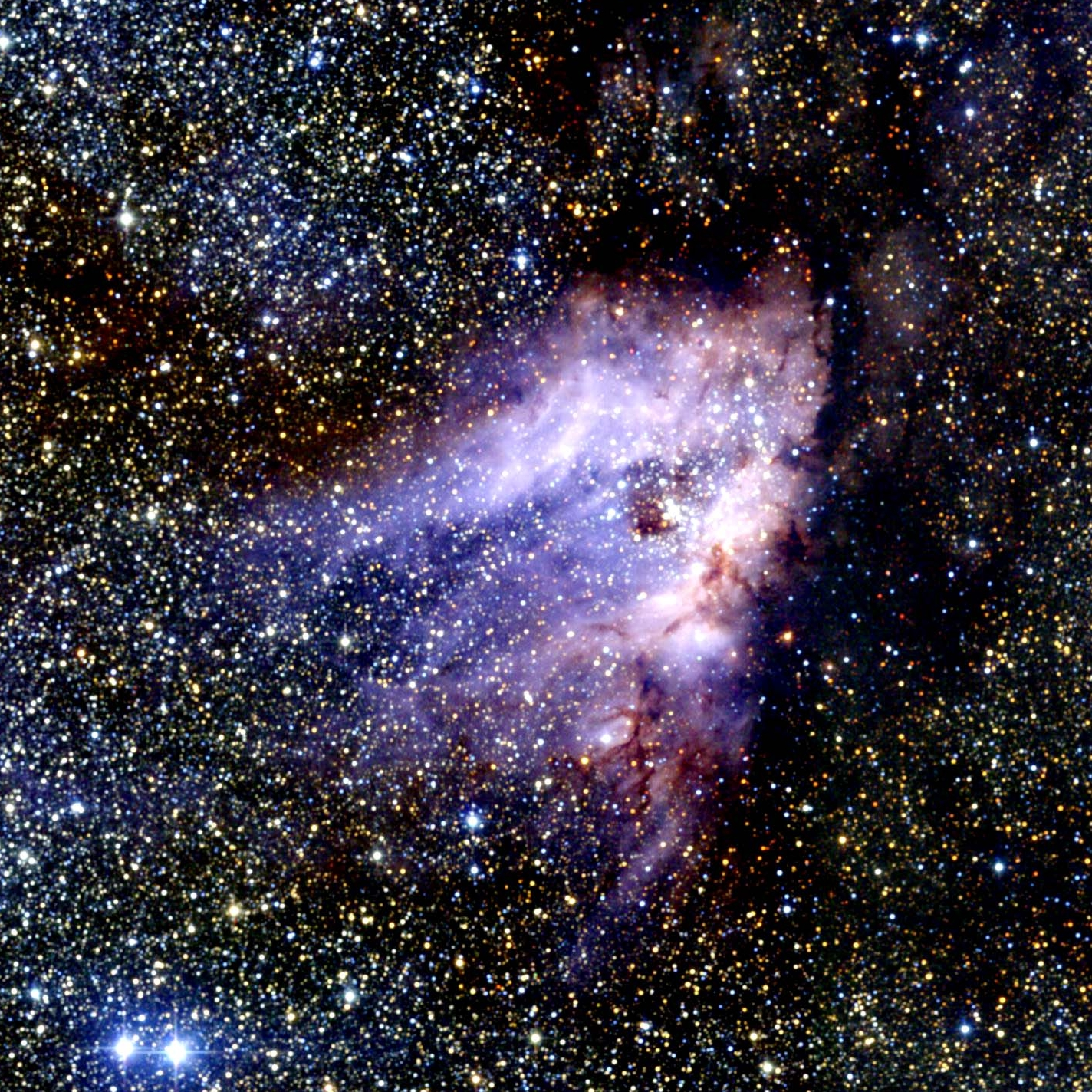
Omeganebulosan.